# 翁万达
翁万达（1498年—1552年），字仁夫，号东涯、又号東厓，廣東承宣布政使司潮州府揭陽縣（今廣東省揭陽市）人。明朝中葉重臣。進士出身，官至兵部尚書、宣大總督。谥襄毅，亦作襄敏。

## 生平
嘉靖四年（1526年）舉廣東鄉試，嘉靖五年（1526年）联捷丙戌科二甲进士，次年授户部主事，管理河西务钞关，九年升署员外郎，督通州漕储，十年升署郎中。十二年（1533年）出为廣西梧州府知府。當時咸寧侯仇鸞鎮守兩廣，縱容部下士兵為虐。翁萬達逮捕其中尤橫者并施加杖刑。居官四年，其聲聞顯著。朝廷商議討伐安南，推薦翁萬達擔任廣西副使，專門處理安南事務。萬達即進言出兵戰略，并以兩廣部隊討伐叛亂，升任浙江右參政。因總督張經舉薦留用，任廣西參政。其進言毛伯溫以招降為上策，并得到採納，於是最終評定獲勝。升任四川按察使，歷陝西左、右布政使。
嘉靖二十三年（1544年），翁萬達升任都察院右副都御史，巡撫陝西。不久再進兵部右侍郎，兼任右僉都御史，代替翟鵬擔任宣大總督。彈劾罷免宣府總兵官郤永、副總兵姜奭，薦何卿、趙卿、沈希儀代任。其在任期間，賞罰分明，防禦得當。其率眾抵禦蒙古數萬部隊進犯，總兵官張達力戰退敵。又上疏增加防備，并請求皇帝發帑銀二十九萬。明世宗批准，但兵部稱大同防備已經得到，不應當在邊疆內築牆，世宗不聽，於是從大同東路天城、陽和、開山口諸處為墻百二十八裏，堡七，墩臺百五十四；宣府西路西陽河、洗馬林、張家口諸處為墻六十四裏等地設立防禦設備。此後晋升為右都御史，檢舉揭發代府宗室朱充灼謀反，晉升爲左都御史。
翁萬達因為在邊疆做事很久，深得世宗倚重，其進言均得到聽從，唯獨俺答汗稱臣之事與世宗想法不一致。嘉靖二十一年，俺答汗阿不孩派遣使者石天爵等求貢，但明朝廷並不採納。石天爵等人再次抵達，巡撫龍大有等逮捕。石天爵后被磔殺。蒙古大怒，於是大舉進犯、屠殺村堡，絕信使五年。恰逢玉林衛百戶楊威被掠奪，楊威詭稱可以能夠互市而得以釋放。俺答汗於是再派使者同款大同左衛，邊帥家丁董寶等逮捕使者并斬殺，以報首功。翁萬達再次上疏請和議，而沒有得到使者贊同。不久，俺答阿不孩復奉印信番文請求合議。兵部尚書陳經稱難以相信蒙古，請求邊疆核實，并責令翁萬達十天內回奏。翁萬達歸還其使者，并與其約定，但在期限內使者沒有抵達。他擔心世宗追究責任，從而以好言相勸使者挽留。但世宗仍然不予批准，并指責其瀆奏。此後，俺答汗與小王子达延汗有矛盾，小王子欲進攻遼東，俺答汗密謀告訴明朝，請求中國夾擊進攻以建立信任。翁萬達不敢上報，使者再次抵達后，才向朝廷上奏，但世宗不予批准。嘉靖二十七年三月，翁萬達再次稱蒙古因求貢不得，而大舉進犯邊界，請求給予邊疆大臣便宜從事的權力。世宗大怒，激切指責他，此後通貢的議論結束。同年八月，俺答汗進攻大同無果后，退而進攻五堡，明軍在彌陀山擊退。之後蒙古部隊轉移山西，再次大敗而退。次月，再次進攻宣府，掠奪永寧、隆慶、懷來等地，軍民死傷數萬人。翁萬達連坐停俸二級。后因彌陀山戰功而恢復俸祿。俺答汗再次進攻宣府，總兵官趙卿怯戰，翁萬達上奏以周尚文代替。周尚文未抵達，蒙古已經進犯滴水崖，而指揮董抃、江瀚、唐臣、張淮等戰死，并南下駐隆慶石河營。遊擊王鑰、大同遊擊袁正抵達抵禦。恰逢周尚文的數萬騎兵、參將田琦數千騎兵會合，在曹家莊連續作戰。這時翁萬達率領參將姜應熊等馳援，明朝大軍順風鼓噪，揚沙蔽天，蒙古大驚於是當夜車隊。諸將追擊，蒙古連敗。世宗偵得其事戰情，大喜，立即升溫萬達為兵部尚書兼右副都御史，之後召回處理兵部事務。后因父喪丁憂。
次年，大同因戰事失利，總督郭宗臯、巡撫陳耀下獄。世宗起用翁萬達任總督。他恰逢生病疽，且守墓中，乞求致仕終制。不久，俺答汗進攻京師。兵部尚書丁汝夔得罪，而起用翁萬達代任。他家居嶺南，距京師八千里，行走四十日方才抵達京師。當時蒙古氣焰非常強，世宗每日夜都在期待翁萬達抵達。因為遲赴的事，其詢問嚴嵩。嚴嵩因為很早就不喜歡翁萬達，於是他說敵寇現在就在肘腋處，諸位大臣仍然觀望，這並非是君臣之義。於是世宗起用王邦瑞為兵部尚書。幾天后，翁萬達抵達，并具疏自明。世宗責怪其欺慢，念其守喪之事，姑且奪職別用。當時仇鸞為大將軍，受到世宗寵信，從而在世宗面前詆毀翁萬達。翁萬達於是降為兵部右侍郎、兼右僉都御史，經略紫荊關等。嘉靖三十年（1551年）二月，自陳致仕。得到批准，因瀕行疏謝中被摘出有不敬的字，被罷免為民。次年十月，兵部尚書趙錦因依附仇鸞而戍邊，再次請求翁萬達起用代替。但詔書未抵達，他已經去世，享年五十五歲。隆慶改元，追謚襄敏，贈太子少保。
翁萬達為人孝順。其亦喜好談性命學，與歐陽德、羅洪先、唐順之、王畿、魏良政為友。為人通古今、剛介坦直，勇於任事。并能夠身先士卒、善於保護鼓勵將士。隆慶年間，追謚襄毅。

## 著作
著有《稽愆集》、《稽愆诗》、《东涯集》外，尚有见诸目录家著录的《总督奏议》、《三镇兵守议》、《平交纪略》和《思德堂集》等。

## 家族
- 翁雄（六世祖）
- 翁保（五世祖）
- 翁琦（高祖父）
- 翁肇綱（曾祖父）
- 翁可（祖父）
- 翁玉（1474年-1549年）（父）字文璜，號梅斋
- 母许氏，早卒；继母杨恭人、黄夫人
- 翁萬紀、翁萬程、翁萬逵（弟）
- 翁思任、翁思佐（子）
- 翁銳（孫）

## 延伸阅读
[在维基数据编辑]
 《明史卷一百九十八》，出自《明史》

| 官衔          | 官衔                                    | 官衔          |
| ------------- | --------------------------------------- | ------------- |
| 前任： 劉士奇 | 廣西梧州府知府 嘉靖十二年（1533年）上任 | 繼任： 朱鴻漸 |
| 前任： 張漢   | 明朝宣大總督 1544年 - 1549年            | 繼任： 郭宗皋 |
| 前任： 范鏓   | 明朝兵部尚書 1549年                     | 繼任： 丁汝夔 |
| 前任： 丁汝夔 | 明朝兵部尚書 1550年                     | 繼任： 王邦瑞 |
| 前任： 趙錦   | 明朝兵部尚書 1552年                     | 繼任： 聶豹   |